# Flamberga
La flamberga (flammenschwert in lingua tedesca, flamberge in lingua francese) è un tipo di spadone a due mani (zweihänder) di dimensioni enormi (oltre 2 metri per massimo 4kg) usato nelle parate o per equipaggiare le guardie di palazzo durante il Rinascimento.
La flamberga non va confusa con la flambard, spada da lato con lama serpentina atta a garantire una difesa "pesante" dello schermidore durante la fase di parata.

## Costruzione
Rispetto alle dimensioni già notevoli dello zweihänder, la flamberga si caratterizza per lunghezza e peso addirittura maggiori (più di 2 metri per oltre 7 kg di peso). Elemento costitutivo dell'arma è la lama, caratterizzata da un tagliente interamente ondulato, in foggia di fiamma (da cui il nome di questa spada), e da dei denti d'arresto (parierhaken) molto accentuati, sia per dimensioni che per foggia. Il ricasso della lama è coperto da una manica di cuoio per facilitare la presa della mano avanzata dello schermidore.

## Storia
Le flamberghe propriamente dette, caratterizzate dall'avere lama interamente ondulata, apparvero in Europa poco dopo i normali zweihänder, nel XVI secolo. Già gli spadoni dei Doppelsöldner lanzichenecchi avevano parte del tagliente ondulato, forse per garantire loro una non ancora comprovata maggior capacità di taglio ai danni delle aste lignee delle picche, forse per imprimere maggior forza all'urto contro la lama nemica in fase di parata.
A prescindere dalle effettive capacità pratico-belliche della lama ondulata, le flamberghe, armi dalla foggia particolare, capaci da sole di attirare l'attenzione dell'osservatore, vennero probabilmente fin da principio riconfigurate come spade da parata (paradeschwerter). Tutte le caratteristiche peculiari del normale zweihänder (la grande crociera a bracci ritorti, ribattuti, ornati da ponti; il pomello a forma di corona, gli adunchi becchi d'arresto sopra al ricasso della lama) vennero così enfatizzate nella flamberga, concorrendo al generale effetto di maestosità e peculiarità dell'arma.

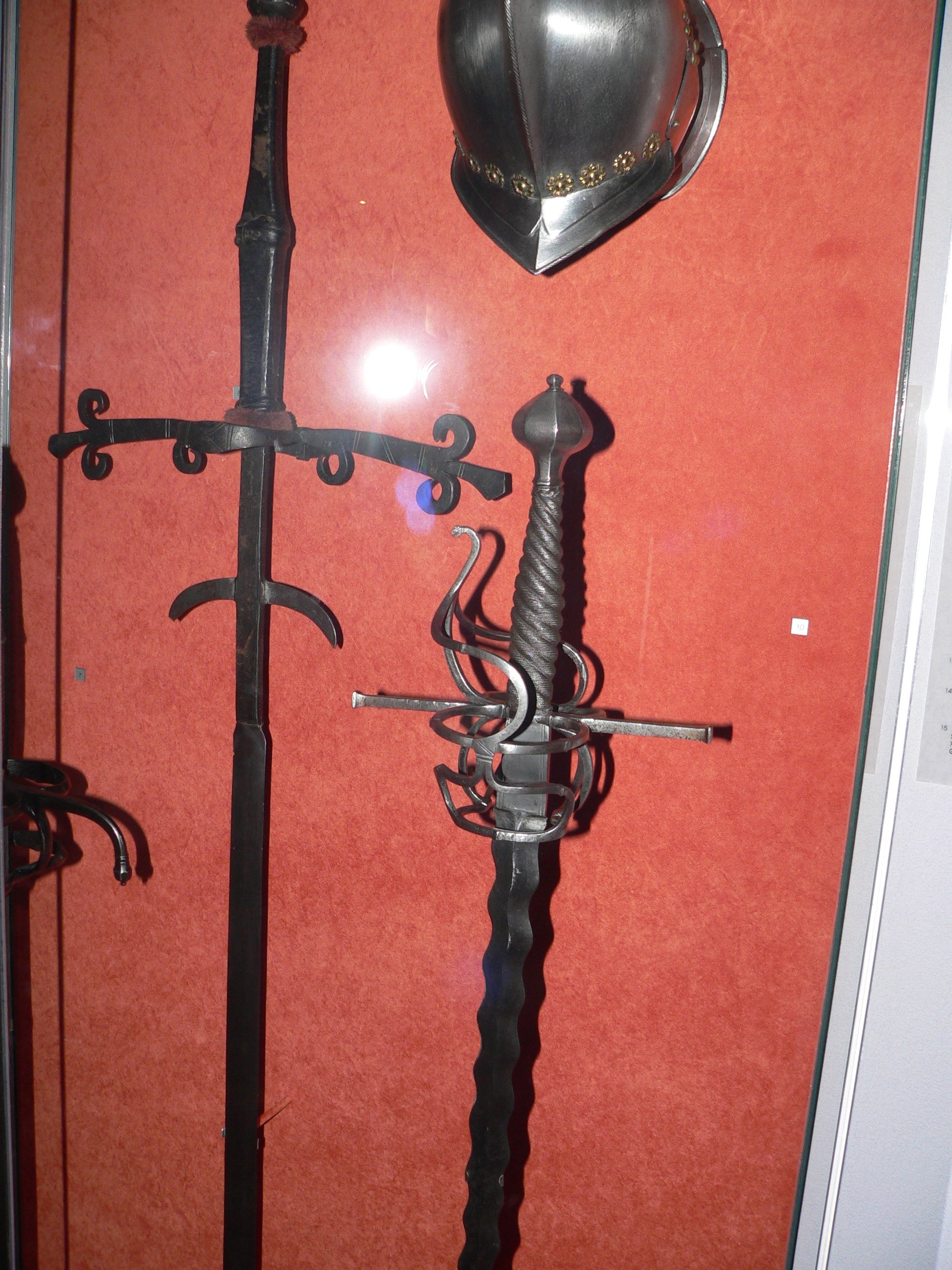
Accanto allo spadone, una spada da lato flambard

L'idea di ricorrere a spade dalla lama ondulata per migliorarne le capacità di parata, nel corso del XVI secolo, non ebbe quale risultato la sola nascita delle flamberghe. La lama fiammeggiante (flambard o flammard) venne anche utilizzata, soprattutto però in ambiente civile (difesa personale e/o duello) e non strettamente militare, per modelli di spada da lato. L'urto tra una lama diritta, in attacco, ed una lama flambard, in difesa, provoca un considerevole aumento della forza peso scaricantesi tramite vibrazioni dalla lama che para sulla lama che attacca. L'accorgimento della lama fiammeggiante passò poi dalla spada da lato alla striscia, ove però non riscosse particolare successo, finendo con il venire abbandonato nel corso del XVII secolo.
Queste spade flambard vengono spesso erroneamente indicate come flamberghe nelle aste dei collezionisti.

## Curiosità
In lingua francese, il vocabolo "flamberge" viene utilizzato come variante di "Froberge", il nome della spada del paladino Rinaldo di Montalbano ("Fusberta" in lingua italiana), ed ha anche valenza di "focoso". Nelle raffigurazioni iconografiche medievali e rinascimentali, la spada di Rinaldo non è però mai raffigurata con lama fiammeggiante.